# Shelley Mann
Shelley Mann (New York, 15 ottobre 1937 – Alexandria, 24 marzo 2005) è stata una nuotatrice statunitense.
Specializzata nella farfalla, ma forte anche sui 100m sl, iniziò a nuotare per recuperare dalla poliomielite che contrasse all'età di sei anni. Cominciò l'attività agonistica a 12 anni e in poco tempo divenne una delle più versatili nuotatrici al mondo.
Stabilì i primati mondiali nei 100m e 200m farfalla, e nei 400m misti; vinse i campionati nazionali anche nel dorso.
Fu studente della American University a Washington.
Ai Giochi olimpici di Melbourne nel 1956 vinse i 100m farfalla, conquistò l'argento nella staffetta 4x100m sl e si piazzò al sesto posto nella finale dei 100m sl.
Nel 1966 è stata inserita nella International Swimming Hall of Fame.

## Palmarès
- Olimpiadi

Melbourne 1956: oro nei 100m farfalla e argento nella staffetta 4x100m sl.
- Giochi panamericani

1955 - Città del Messico: bronzo nei 100m farfalla.